# إستيل غيتي
إستيل غيتي (بالإنجليزية: Estelle Getty)‏ هي ممثلة أمريكية، ولدت في 25 يوليو 1923 بنيويورك في الولايات المتحدة، وتوفيت في 22 يوليو 2008 بهوليوود في الولايات المتحدة بسبب خرف. من الجوائز التي نالتها دزني ليجندز (اساطير دزني) سنة 2009.

## أعمال

### أفلام
- (1982) توتسي[6]
- (1985) قناع[7]
- (1999) ستيوارت ليتل[8][9]

### مسلسلات
- إمبتي نيست
- ذا غولدن غيرلز

## جوائز
- دزني ليجندز (اساطير دزني) (2009)

## وصلات خارجية
- إستيل غيتي على موقع IMDb (الإنجليزية)
- إستيل غيتي على موقع روتن توميتوز (الإنجليزية)
- إستيل غيتي على موقع ألو سيني (الفرنسية)
- إستيل غيتي على موقع تيرنر كلاسيك موفيز (الإنجليزية)
- إستيل غيتي على موقع أول موفي (الإنجليزية)
- إستيل غيتي على موقع قاعدة بيانات برودواي على الإنترنت (الإنجليزية)
- إستيل غيتي على موقع قاعدة بيانات الأفلام السويدية (السويدية)
- إستيل غيتي على موقع إن إن دي بي (الإنجليزية)
- إستيل غيتي على موقع قاعدة بيانات الفيلم (الإنجليزية)
- إستيل غيتي على موقع كينوبويسك (الروسية)